# Station Nakamozu
Station Nakamozu (中百舌鳥駅, Nakamozu-eki) is een spoorweg- en metrostation in de wijk Kita-ku in de Japanse stad Sakai. Het wordt aangedaan door de Midosuji-lijn. Naast het eindstation van deze lijn is het ook een doorgaand station voor de Nankai Koya-lijn en het beginpunt van de Semboku-lijn, die gezien kan worden als de de facto zuidelijke verlenging van de Midosuji-lijn.

## Lijnen

### NankaienSemboku(stationsnummer SB01)
| 1 | ■Koya-lijn    | richting Tennōji, Namba, Umeda, Shin-Osaka en Esaka |
| 2 | ■Semboku-lijn | richting Komyoike and Izumi-Chūō                    |
| 3 | ■Koya-lijn    | richting Sakaihigashi, Shin-Imamiya en Namba        |
| 4 | ■Koya-lijn    | richting Sakaihigashi,Shin-Imamiya en Namba         |

### Metro van Osaka(stationsnummer M30)
| 1 | ■Midosuji-lijn | richting Tennōji, Namba, Umeda, Shin-Osaka en Esaka |
| 2 | ■Midosuji-lijn | richting Tennōji, Namba, Umeda, Shin-Osaka en Esaka |

## Geschiedenis
Het eerste station werd geopend aan de oude Koya-lijn in 1912. Tot aan het einde van de Tweede Wereldoorlog veranderde de uitbater regelmatig, totdat Nankai de rechten definitief in handen en in 1971 en 1987 kregen respectievelijk de Semboku-lijn en de Midosuji-lijn haltes bij dit station.

## Overig openbaar vervoer
Bussen van Nankai

## Stationsomgeving

### Publieke gebouwen
- Prefecturale Universiteit van Osaka
- Industrie- en handelscentrum van Sakai
- Kamer van Koophandel van Sakai